# حديقة بوستمان

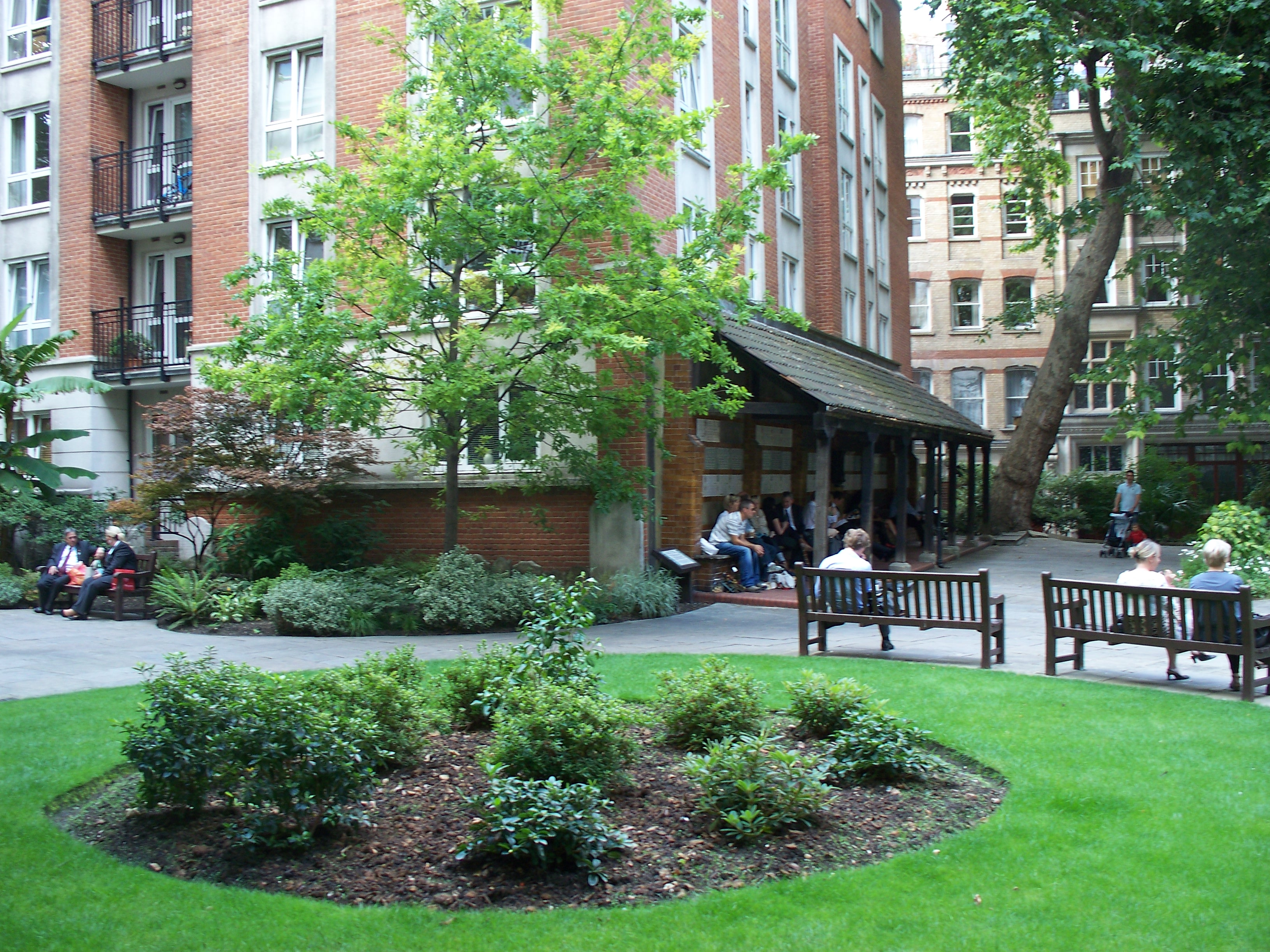
حديقة بوستمان

حديقة بوستمان هي حديقة عامة في وسط لندن، وهي واحدة من أكبر الحدائق في مدينة لندن.

## خلفية تاريخية
تم افتتاح الحديقة في يوم 28 أكتوبر ل1880.